# Patagonische Beutelratte

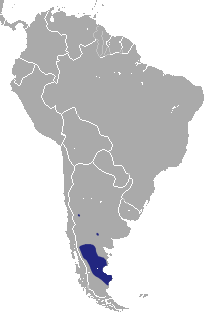
Verbreitungskarte der Patagonischen Beutelratte

Die Patagonische Beutelratte (Lestodelphys halli) ist eine Beutelsäugerart aus der Familie der Beutelratten (Didelphidae). Sie kommt nur in Patagonien vor und hat von allen amerikanischen Beuteltieren das südlichste Verbreitungsgebiet.

## Beschreibung
Die Patagonische Beutelratte ähnelt äußerlich leicht den Mäusen, mit denen sie aber nicht verwandt ist. Ihr dichtes, kurzes Fell ist an der Oberseite grau gefärbt, die Unterseite und die Beine sind weiß. An den Schultern und Hüften hat sie schwarze Flecken. Der Schwanz, der deutlich kürzer als der Körper ist, ist unbehaart und kann wie bei den Fettschwanzbeutelratten als Fettspeicher verwendet werden. Die Krallen sind schärfer als bei anderen Beutelratten und stellen eine Anpassung an eine bodenbewohnende Lebensweise dar. Durch den kürzeren, breiteren Schädel und die größeren Eckzähne unterscheiden sie sich von verwandten Arten. Patagonische Beutelratten erreichen eine Kopfrumpflänge von 13 bis 14 Zentimetern, der Schwanz ist 8 bis 10 Zentimeter lang. Ein Exemplar hatte ein Gewicht von 76 Gramm.

## Lebensweise
Lebensraum der Patagonischen Beutelratten sind Grasländer im südlichen Südamerika. Sie dürften hauptsächlich Bodenbewohner sein und mit ihren Krallen Baue graben. Sie leben räuberischer als andere Beutelratten und ernähren sich vorwiegend von Wirbeltieren wie Mäusen und kleinen Vögeln. 
Über die Fortpflanzung ist wenig bekannt. Weibchen haben 19 Zitzen, aber keinen Beutel, so dass die Jungtiere in den ersten Lebenswochen an der Mutter hängend herumgetragen werden. Wie die übrigen Beutelratten dürften sie eine kurze Tragzeit und eine hohe Wurfgröße haben.

## Bedrohung
Die Art ist nur von wenigen Exemplaren bekannt, die alle in einer relativ kleinen Region gefunden wurden. Auch wenn der Populationstrend abnehmend ist, wird sie von der IUCN als „nicht gefährdet“ (least concern) gelistet, 1996 wurde sie noch als „gefährdet“ (vulnerable) eingestuft.